# Боевое (Запорожская область)
Боевое (укр. Бойове) — село,
Богдановский сельский совет,
Черниговский район,
Запорожская область,
Украина.
Код КОАТУУ — 2325580502. Население по переписи 2001 года составляло 187 человек.

## Географическое положение
Село Боевое находится на берегах реки Юшанлы,
выше по течению на расстоянии в 4,5 км расположено село Тарасовка,
ниже по течению на расстоянии в 1,5 км расположено село Замостье.

## История
- 1862 год — дата основания села под названиями Успеновка, Переможное.